# Huansu S6

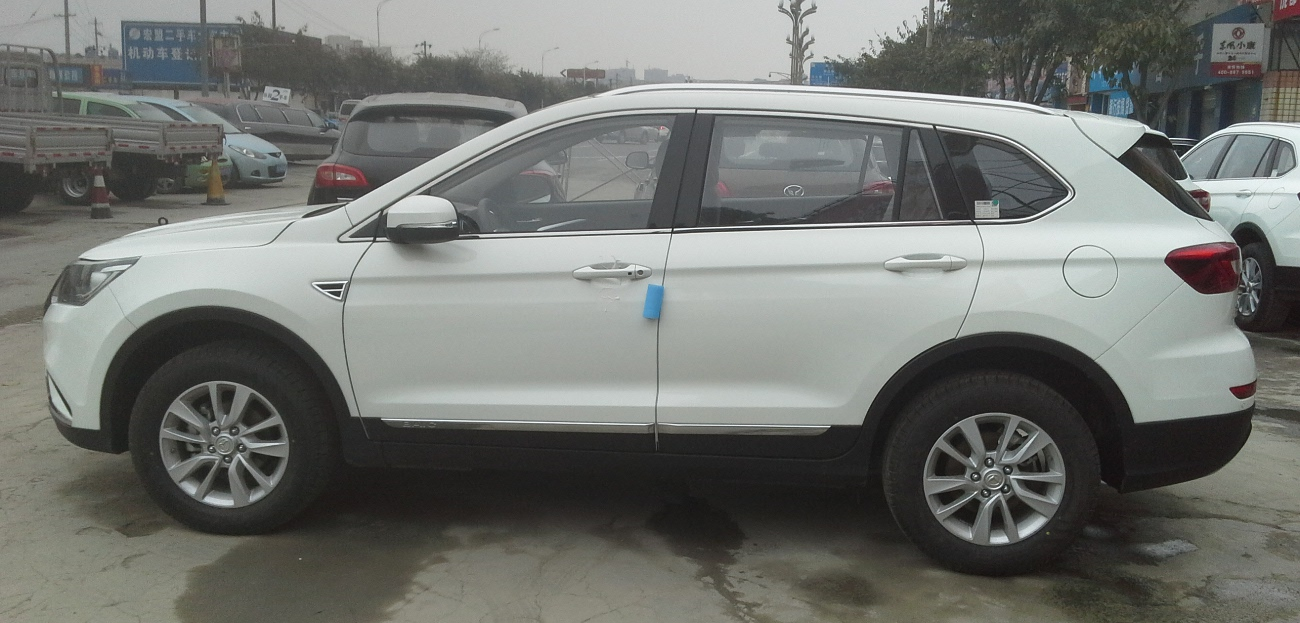
Seitenansicht

Der Huansu S6 ist ein Pkw der chinesischen Marke Huansu. Hersteller ist Beiqi Yinxiang Automobile.

## Beschreibung
Das Fahrzeug basiert auf der gleichen Plattform wie Beijing Senova X65 und Borgward BX7. Deren Hersteller Beijing Motor Corporation und Beiqi Foton Motor gehören zum gleichen Konzern Beijing Automotive Group.
Das SUV hat vier Türen und fünf Sitze. Die Fahrzeuge sind bei 2700 mm Radstand 4693 mm lang, 1839 mm breit und 1683 mm hoch. Als Leergewicht sind 1610 kg bis 1619 kg angegeben. Im Modelljahr 2016 sind davon abweichend 1594 kg bis 1610 kg angegeben.
Die einzige angebotene Motorisierung ist ein Vierzylinder-Ottomotor. Er hat vier Ventile pro Zylinder und einen Turbolader. Er leistet 110 kW aus 1498 cm³ Hubraum. Der Antrieb erfolgt auf die Vorderräder. Genannt werden ein manuelles Sechsganggetriebe und ein stufenloses Getriebe. Im Modelljahr 2016 standen nur manuelle Fünf- und Sechsganggetriebe zur Verfügung.

## Zulassungszahlen in China
2015 wurden 5883 Fahrzeuge dieses Typs in China zugelassen. In den vier Folgejahren waren es 45.345, 23.246, 2.607 und 1.798. Für Januar 2020 sind 600 und für Februar 2020 noch 200 überliefert.